# New (음반)
《New》(III☰III로 양식화함)는 (윙스 시절 음반을 제외한) 폴 매카트니의 열여섯 번째 정규 음반으로, 영국에서는 2013년 10월 14일에 출시했고, 다음날 미국에서 출시되었다. 음반은 《Memory Almost Full》 이후로 완전히 새로운 곡들로 구성되어 있는 그의 첫 음반이다.
음반의 이그제큐티브 프로듀서는 길스 마틴이 맡았고, 마틴과 마크 론슨, 에단 존스 그리고 폴 엡워스가 제작했다. 그리고 마스터링은 테드 젠슨이 뉴욕의 스털링 사운드에서 진행했다. 매카트니는 《New》가 비틀즈 시절의 기억과 더불어 자신의 삶에서 일어난 많은 일들에게 영감을 받았다고 말했다. 그는 또한 편곡에서는 일부 평소에 자신이 하던 방식과는 다르게 진행되었고, 특히 인기 많은 젊은 프로듀서와 함께 작업했다고 덧붙였다. 그와 그의 스테이지 밴드는 다양한 장소에서 공연하여 음반을 홍보했다. 홍보 이벤트는 소셜 미디어에서도 이루어졌다. 《New》는 히어 뮤직에서 발매하는 매카트니의 마지막 음반으로, 이후에는 예전에 몸을 담구었던 캐피틀 레코드로 돌아간다.
첫 싱글 〈New〉는 음악 비평가에게 비교적 긍정적인 반응을 얻었다. 음반은 영국 음반 차트와 미국 빌보드 200에 3위까지 올랐다.

## 곡 목록
폴 매카트니와 폴 엡워스가 함께 쓴 〈Save Us〉, 〈Queenie Eye〉 그리고 〈Road〉를 제외하곤, 매카트니가 모든 곡을 썼다.
| #            | 제목                                         | 프로듀서                 | 재생 시간 |
| ------------ | -------------------------------------------- | ------------------------ | --------- |
| 1.           | 〈Save Us〉                                  | 폴 엡워스                | 2:39      |
| 2.           | 〈Alligator〉                                | 마크 론슨                | 3:27      |
| 3.           | 〈On My Way to Work〉                        | 길스 마틴                | 3:43      |
| 4.           | 〈Queenie Eye〉                              | 엡워스                   | 3:47      |
| 5.           | 〈Early Days〉                               | 에단 존스                | 4:07      |
| 6.           | 〈New〉                                      | 론슨                     | 2:56      |
| 7.           | 〈Appreciate〉                               | 마틴                     | 4:28      |
| 8.           | 〈Everybody Out There〉                      | 마틴                     | 3:21      |
| 9.           | 〈Hosanna〉                                  | 존스                     | 3:29      |
| 10.          | 〈I Can Bet〉                                | 마틴                     | 3:21      |
| 11.          | 〈Looking at Her〉                           | 마틴                     | 3:05      |
| 12.          | 〈Road〉 (〈Scared〉가 히든 트랙으로 포함됨) | 엡워스, 마틴(〈Scared〉) | 7:39      |
| 총 재생 시간 | 총 재생 시간                                 | 총 재생 시간             | 46:11     |

| #   | 제목                                                       | 프로듀서                  | 재생 시간 |
| --- | ---------------------------------------------------------- | ------------------------- | --------- |
| 13. | 〈Turned Out〉                                             | 존스 (마틴이 추가 작업함) | 2:59      |
| 14. | 〈Get Me Out of Here〉 (〈Scared〉가 히든 트랙으로 포함됨) | 마틴                      | 6:15      |

| #   | 제목                                             | 프로듀서                 | 재생 시간 |
| --- | ------------------------------------------------ | ------------------------ | --------- |
| 15. | 〈Struggle〉 (〈Scared〉가 히든 트랙으로 포함됨) | 엡워스, 마틴(〈Scared〉) | 7:58      |

| #  | 제목                                                | 프로듀서  | 재생 시간 |
| -- | --------------------------------------------------- | --------- | --------- |
| 1. | 〈Struggle〉                                        | 엡워스    | 4:50      |
| 2. | 〈Hell to Pay〉                                     | 길스 마틴 | 4:00      |
| 3. | 〈Demons Dance〉                                    | 에단 존스 | 3:51      |
| 4. | 〈Save Us〉 (2013년 도쿄 돔 라이브에서)             |           | 2:41      |
| 5. | 〈New〉 (2013년 도쿄 돔 라이브에서)                 |           | 2:40      |
| 6. | 〈Queenie Eye〉 (2013년 도쿄 돔 라이브에서)         |           | 3:42      |
| 7. | 〈Everybody Out There〉 (2013년 도쿄 돔 라이브에서) |           | 3:50      |